# Crossing (Sprache)
Als Language Crossing (engl. „Überquerung, Übertretung“) oder kurz Crossing bezeichnet der englische Kulturanthropologe Ben Rampton die Stilisierung einer Sprache oder eines Dialekts. Crossing benutzt die Sprache als Gestaltungselement, beispielsweise um ein Stereotyp zu charakterisieren.
Mit Crossing meint Ben Rampton das Verfahren, in dem ein Sprecher einen Code benutzt, der einer sozialen Gruppe angehört, zu der er eindeutig nicht angehört und auch nicht dazugehören will. Würde ein deutscher Gymnasiast Kanak Sprak sprechen und sich auch so verhalten (siehe auch tertiärer Ethnolekt), wie die Mitglieder dieser sozialen Gruppe, dann spricht man von Crossing. Es sind häufig stereotype negative Eigenschaften der sozialen Kategorie, die in der Stilisierung verspottet werden. Es geht nicht darum, die andere Sprache vollständig zu erlernen. Crossing ist eine Performance, die der Unterhaltung dient und mit der sich der Sprecher als Entertainer präsentiert.